# 土淵村
土淵村（つちぶちむら）は、1954年（昭和29年）まで岩手県上閉伊郡にあった村。現在の遠野市土淵町土淵・土淵町飯豊・土淵町柏崎・土淵町栃内・土淵町山口にあたる。

## 沿革
- 1889年（明治22年）4月1日 - 町村制施行にともない、土淵村・飯豊村・柏崎村・栃内村・山口村の計5か村が合併して新制の西閉伊郡土淵村が発足。
- 1897年（明治30年）4月1日 - 郡の統合により西閉伊郡と南閉伊郡が合併して上閉伊郡が発足[1]。上閉伊郡土淵村となる。
- 1954年（昭和29年）12月1日 - 遠野町・青笹村・綾織村・小友村・上郷村・附馬牛村・松崎村と合併し、遠野市となる。

## 行政

### 歴代村長
| 代 | 氏名       | 就任                      | 退任                       | 備考 |
| -- | ---------- | ------------------------- | -------------------------- | ---- |
| 1  | 男沢寛平   | 1889年（明治22年）6月     | 1896（明治29年）7月        |      |
| 2  | 宮本義男   | 不詳                      | 不詳                       |      |
| 3  | 大森朝次郎 | 不詳                      | 不詳                       |      |
| 4  | 小笠原長順 | 1904年（明治37年）2月     | 1921年（大正10年）8月23日  |      |
| 5  | 安部京太郎 | 1921年（大正10年）9月6日  | 1925年（大正14年）9月5日   |      |
| 6  | 佐々木喜善 | 1925年（大正14年）9月27日 | 1929年（昭和4年）4月4日    |      |
| 7  | 安部京太郎 | 1929年（昭和4年）4月29日  | 1932年（昭和7年）1月29日   | 再任 |
| 8  | 小笠原武男 | 1932年（昭和7年）2月4日   | 1936年（昭和11年）11月4日  |      |
| 9  | 大坂長助   | 1937年（昭和12年）8月15日 | 1945年（昭和20年）8月15日  |      |
| 10 | 瀬川長悦   | 1946年（昭和21年）5月28日 | 1954年（昭和29年）11月30日 |      |